# Osmário Cavalcanti Batista
Osmário Cavalcanti Batista (Esplanada, 16 de julho de 1922 — Santo Antônio de Jesus, 25 de setembro de 2012) foi um político brasileiro.

## Biografia
Descendente da maior família extensa do Brasil, de origem italiana, filho de Oséas Batista Filho e Maria Vicência Cavalcanti Batista. Cursou o primário no Grêmio Escolar Serrano em Itabaianinha de Sergipe e foi um agricultor em Canavieiras da Bahia.
Eleito vereador em Canavieiras de 1947 a 1951, e prefeito de Canavieiras de 1951 até 1962. Deputado estadual pela União Democrática Nacional (UDN)  de 1955 a 1959.
Morreu aos 90 anos e seu corpo foi sepultado em Santo Antonio de Jesus, onde morou nos últimos anos.

## Atividade parlamentar
Na Assembléia Legislativa foi vice-presidente da Comissão de Negócios Municipais (1958); titular da Comissão de Negócios Municipais (1955-1957); suplente da Comissão de Finanças, Orçamento e Contas (1957).